# Кірино (Балезінський район)
Кі́рино (рос. Кирино) — село в Балезінському районі Удмуртії, Росія.

## Населення
Населення — 40 осіб (2010; 34 в 2002).
Національний склад станом на 2002 рік:
- росіяни — 65 %
- удмурти — 35 %